# Region kościelny Piemont
Region kościelny Piemont – jeden z szesnastu regionów kościelnych, na które dzieli się Kościół katolicki we Włoszech. Obejmuje swym zasięgiem świeckie regiony Piemont i Dolina Aosty.

## Podział
- archidiecezja Turynu
  - diecezja Acqui
  - diecezja Alba Pompeia
  - diecezja Aosta
  - diecezja Asti
  - diecezja Cuneo
  - diecezja Fossano
  - diecezja Ivrea
  - diecezja Mondovi
  - diecezja Pinerolo
  - diecezja Saluzzo
  - diecezja Susa

- archidiecezja Vercelli
  - diecezja Alessandria della Paglia
  - diecezja Biella
  - diecezja Casale Monferrato
  - diecezja Novara

## Dane statystyczne
Powierzchnia w km²: 29 516

Liczba mieszkańców: 4 556 579

Liczba parafii: 2249

Liczba księży diecezjalnych: 2212

Liczba księży zakonnych: 1043

Liczba diakonów stałych: 324

## Konferencja Episkopatu Piemontu
- przewodniczący: bp Franco Lovignana – biskup Aosty
- wiceprzewodniczący: abp Roberto Repole – arcybiskup Turynu i biskup Susy
- sekretarz generalny: bp Egidio Miragoli - biskup Mondovi